# APスタイルブック
『APスタイルブック』（英: The Associated Press Stylebook and Briefing on Media Law, AP Stylebook）は、米国のAP通信が編纂・発行するスタイルガイド。文法、句読法、表記法（大文字・略語・スペリング・数詞の使い方、スタイルの定義とルールなど）が記されたもので、もとはAP通信に勤務・提携した米国人ジャーナリストたちが文体を標準化するため作成したものである。1953年に一般向けに書籍化され、英語圏では放送・雑誌などの報道関係者のみならず、教育機関や一般企業の広報宣伝部門でも広く使われるようになった。その簡略化された表記法（例えば接続詞の前のコンマは略す、9より大きい数値はアラビア数字で表記する）は、印刷やウェブの限られた表示スペースの節約に役立っている。

## 構成
この本はいくつかの章に分かれている。
ビジネスに関するガイドライン
企業や金融関連の記者向けのリファレンス。会計、倒産、合併、国際局 (international bureaus) に関する一般知識が含まれる。例えば、破産に関して5つの節にわたり説明されている。
スポーツに関するガイドラインとスタイル
これには、スポーツ記者が一般に参照する専門用語、統計、組織に関するルールとガイドラインが含まれる。例えば、バスケットボール用語（例えばハーフコート・パス、フィールド・ゴール、ゴールテンディング）の正しいスペルと使用法が説明されている。
句読法のガイドライン
記事での句読法に関するガイドラインであり、ハイフン、コンマ、丸括弧、クォーテーションのルールなどを記している。例えば、複数の項目を区切るためにコンマを使うが、接続詞の前にはコンマ（いわゆるオックスフォード・コンマ）を置かない。例: We bought eggs, milk and cheese at the store.
メディア関連の法律に関する説明
報道機関で働く者に関する法律的問題と倫理的規範に関する概観。例えば、"slander" と "libel" の違い（同じ名誉棄損だが、口頭で言うか文書で書くかで違う）が説明されている。
写真のキャプション
写真の説明文を作る時、何を書くかのシンプルな決まったやり方。
編集記号
校正作業の際に報道関係者の助けになるような編集記号。例えば、単語が丸で囲まれていたら、それは「略語にしろ」あるいは「略語はやめろ」という意味である。
参考文献一覧
ここでは、上に含まれなかった情報に関する二次的なリファレンス情報が記されている。例えば、スペリング、スタイル、語法、外国地名に関しては Webster's New World College Dictionary, Fourth Edition, Wiley, Hoboken, N.J. をまず参照せよと記されている。

## 題名
『APスタイルブック』は長年にわたり "The Associated Press Stylebook and Libel Manual" という題名だったが、2000年に "The Associated Press Stylebook and Briefing on Media Law" へ変更された。いくつかの版、例えば2004年のものではより短い "The Associated Press Stylebook" とカバーにある。

## 媒体
印刷版
- ペーパーバック形式 - ベーシック・ブックスから購入できる。
- 螺旋綴じ形式 - AP通信から直接購入できる。

電子版
- 購読形式の電子版。変更があった時はアップデートされ、追加機能もつく。個人向けオンライン購読は26ドルで一般に、もしくは大学の書店を通じて販売されている。既にAP通信と提携している場合の価格は15ドルである。追加機能とは
  - 自分用にスタイル項目を追加できる。
  - 既存のリストにコメントを追加できる。
  - 項目の検索方法が複数用意される。
  - 記事での句読法に関する具体的なガイドを利用できる。これにはハイフン、コンマ、丸括弧、クォーテーションのルールも含まれる。
- 団体向け割引ライセンス。オンラインで10部 - 50,000部をまとめ買いするAP通信との提携者が利用できる。
- iPhone アプリ。初のモバイル版として2009年9月28日にリリースされた。AP通信との提携者あるいは大学書店のコード利用者はAP通信のウェブサイトから購入すると16.75ドルになる。一般客は20.95ドルである。

## 歴史
AP通信は1846年に設立された。その歴史の殆どを通じて、AP通信は記者たちのためにスタイルブックを整備してきた。1950年代はじめにそれは『APスタイルブック』として形になり、世界中の提携マスメディアの殆どのみならず、提携していない所でも使われる、職業的英語文法の主要なリファレンスとなった。1953年には、報道関係であるか否かを問わず多くの編集者からの要望に応える形で、AP通信はこのスタイルブックを一般向けに出版した。初版から四半世紀の間は、「読者には確かな文章力があり充実した資料室が使える」という前提で細かいところまではカバーしていなかった。1977年にAP通信の編集委員ルイス・ボゥッカーディの要望に基づき、内容の拡充が始まった。その年の版は同業者のUPI通信社と共同で制作された。1989年にノーム・ゴールドスタインが『APスタイルブック』の編集者となり、2007年の版まで従事した。彼はその最後の版を出した後、『APスタイルブック』の、名称に関する章の今後について次のようにコメントしている。
何が変わったかというと ... いまやインターネットでより多くの情報を得られるようになった。今や我々がどれほど「リファレンスブック」たるべきか、私にはよく分からないし、少なくとも編集委員にも分かっていない。昔のハリケーン、地震のような歴史的背景に関する言葉のいくつか、そうした今ではインターネットで簡単に調べられる百科辞典的なものは、省かれることになるかもしれない。
現在の『APスタイルブック』の編集者は、ポーラ・フローク、サリ・ジャーコプスン、デヴィッド・ミンソーンである。2009年にこの本は iPhone 用アプリとしてリリースされ、それには定期的ななアップデートとカスタマイズ機能が加わっている。
1977年以降、『APスタイルブック』の発行部数は200万部近くにのぼっているが、現在では Twitter (@APStylebook) や Facebook のようなソーシャルメディアを使ったオンライン発信も増やしており、オンライン購読や iOS のモバイル端末用アプリでも入手可能になっている。

## 改訂のプロセス
1953年に初版が出てから20年にわたり改訂は隔年だったが、現在は毎年（通常6月に）改訂版が出て、記述や新項目が追加される。2008年には "podcast"、"text messaging"、"social networking"、"high-definition" など200項目が新規に追加された。2009年の新項目には "Twitter" や "texting" がある。こうした更新は、テクノロジーの進歩や文化の変遷に対応するため行われる。